# Saitō Makoto
Tử tước Saitō Makoto (斎藤 実  27 tháng 10 năm 1858 – 26 tháng 2 năm 1936) là chính trị gia và sĩ quan hải quân người Nhật.
Saitō là đô đốc của Hải quân Đế quốc Nhật Bản. Ông đã hai lần làm Toàn quyền Triều Tiên từ năm 1919 đến năm 1927 và từ năm 1929 đến năm 1931; làm Thủ tướng Nhật Bản từ 26 tháng 5 năm 1932 đến 8 tháng 7 năm 1934.